# Fondazione Hirondelle
La Fondazione Hirondelle - Media for Peace and Human Dignity - è un'organizzazione di giornalisti che promuove media in zone di crisi. Associazione privata di diritto svizzero, la Fondazione Hirondelle (rondine, in italiano) è stata creata nel 1995 a Ginevra, da Jean-Marie Etter, Philippe Dahinden e François Gross. La sede è a Losanna, Svizzera.

## Il diritto all'informazione: un diritto fondamentale
La Fondazione Hirondelle promuove la libertà di stampa nel mondo e il diritto degli individui all'informazione: "quando, per motivi politici o economici, uomini e donne di un gruppo nazionale o etnico sono privati dell'informazione che li riguarda, viene offesa la loro dignità".

## Informazione nelle zone di crisi: un maggiore diritto
Donne e uomini che vivono in zone di crisi, di conflitto o di guerra hanno un bisogno maggiore - e un maggiore diritto - di informazione rigorosa e indipendente. "Offrire un'informazione imparziale, corretta e professionale significa riconoscere loro un diritto fondamentale: il diritto all'informazione."
La Fondazione Hirondelle vuole praticare un giornalismo fondato sull'esattezza, sul rigore, capace di sedare le tensioni, di far comunicare gli individui, di contribuire alla crescita di società democratiche e tolleranti, aperte al dialogo civico e al cittadino. I media della Fondazione Hirondelle accordano importanza alla giustizia, fondamento indispensabile alla riconciliazione.

## Progetti
- Dal 1995, la Fondazione Hirondelle ha realizzato e diretto:
  - Radio Agatashya nella regione africana dei Grandi Laghi (1995 - 1996)
  - STAR Radio in Liberia (1997 - )
  - L'Agenzia di stampa Hirondelle presso il Tribunale penale internazionale per il Ruanda (1996 - )
  - Radio Blue Sky nel Kosovo (1999-2000)
  - Radio Ndeke Luka a Bangui, nella Repubblica Centrafricana (1998 - )
  - Moris Hamutuk, un programma radio per i rifugiati a Timor Est e di sostegno del servizio pubblico radio-tv timorese, (1999 - ).
  - Radio Okapi nella Repubblica Democratica del Congo, in partenariato con l'Organizzazione delle Nazioni Unite. (2002 - )
  - Radio Miraya, in Sudan, in partenariato con l'Organizzazione delle Nazioni Unite.(2006 - )

## Donatori
Numerosi governi finanziano i progetti della Fondazione Hirondelle: Svizzera, Unione Europea, Stati Uniti, Paesi Bassi, Svezia, Gran Bretagna, Canada, Francia, Norvegia, Giappone, Lussemburgo. Diverse organizzazioni collaborano con la Fondazione: l'Alto commissariato ONU per i rifugiati, l'UNESCO, il Cicr.